# Racó d'Ademús
El Racó d'Ademús, també coneguda simplement com el Racó, és una comarca de l'interior del País Valencià, de parla castellana, amb cocapitalitat, tant a Castellfabib com a Ademús.
Constitueix una comarca muntanyenca, regada pel riu Túria (conegut a la comarca com a riu Blanc), amb activitat agrícola (cereal, hortalisses, farratges), de ramaderia llanar i explotacions forestals. És una de les comarques menys desenvolupades de l'estat espanyol, des del punt de vista tecnològic i demogràfic.

## Geografia
El riu Túria obrí, en la comarca, una gran vall que forma part de la gran fossa de Terol. Aquesta vall està flanquejada per la serra de Javalambre (a l'est), entre els quals es troba el Cerro Calderón (1.839 m), que és el punt més alt del País Valencià. Per l'oest està tancat pels últims contraforts meridionals de les Monts Universals, amb pics com la Creu dels Tres Regnes (1.552m). El Túria compta amb dos afluents en la comarca: el riu Ebrón i el riu Bohilgues, el primer en el terme de Castielfabib i el segon en el terme d'Ademús.
Limita pel nord, l'est i l'oest amb la província de Terol i al sud amb la de Conca. Aquesta comarca està, per tant, aïllada geogràficament de la resta del País Valencià, amb un poble de la província de Conca, Santa Cruz de Moya, enmig.

## Història
Tot i que hi ha nombroses restes de poblament prehistòric, íber i romà, les terres del Racó comencen a estar documentades a l'època musulmana, concretament les dues fortaleses, Al-Damus i Castil-Habib, que esdevindran en el futur les dues viles històriques de la comarca.
La conquesta cristiana la va dur a terme el rei Pere II d'Aragó el 1210, que va conquerir les esmentades fortaleses, amb l'ajuda de cavallers templers i hospitalers. És per això que les terres del Racó van ser pioneres en la conquesta del futur Regne de València. Jaume I d'Aragó va incorporar la comarca al nou regne de València i al patrimoni reial.
Les dues viles històriques del Racó, Ademús i Castellfabib, van tindre vot a les Corts Valencianes, i hi enviaven puntualment els seus síndics.

## Municipis
Les dades bàsiques dels «7 municipis», amb les xifres de població del padró municipal d'habitants 2023, són:
| Municipi                | Habitants (2023) | Sup. (km²) | Dens. (2023) (hab./km²) |
| ----------------------- | ---------------- | ---------- | ----------------------- |
| Ademús                  | 1.004            | 100,4      | 10,0                    |
| Torrebaixa              | 404              | 4,7        | 86,0                    |
| Castellfabib            | 297              | 106,3      | 2,8                     |
| Cases Baixes            | 173              | 22,6       | 7,7                     |
| Cases Altes             | 146              | 15,9       | 9,2                     |
| Vallanca                | 144              | 56,6       | 2,5                     |
| la Pobla de Sant Miquel | 53               | 63,6       | 0,8                     |
| Racó d'Ademús           | 2.221            | 370,1      | 6,0                     |

## Economia i comunicacions
La principal activitat de les localitats de la comarca es caracteritza pels treballs agrícoles, el turisme rural i algunes petites indústries alimentàries, fonamentalment càrnies i torroneres.
La comarca és solcada per dues carreteres nacionals, la N-420 Terol-Conca i la N-330 Alacant a França, per Saragossa que la uneix amb Utiel i Teruel.

## Personatges destacats
- Jaume Ruiz de Castellblanch (1595-1672), senyor de Torre Baixa i prestigiós bandoler de mitjans del segle xvii.[3]
- José Ríos (?-1777), escriptor i antiquari del segle xviii. Nascut a Ademús i mort a Cullera.[4]
- Eusebio Cañas (segona meitat del segle xviii), escriptor i traductor del segle xviii. Nascut a Ademús i mort a Itàlia.[4]
- Francesc Candel (1925-2007), escriptor nascut a Cases Altes.
- Elvira Lindo (1962), escriptora i guionista, la seua família materna és originària d'Ademús.[5][6]